# Топило
Топи́ло — село в Україні, у Суботцівській сільській громаді Кропивницького району Кіровоградської області. Населення становить 263 осіб.
На північ від села знаходиться комплексна пам'ятка природи загальнодержавного значення Витоки р. Інгулець.

## Населення
Згідно з переписом УРСР 1989 року чисельність наявного населення села становила 295 осіб, з яких 129 чоловіків та 166 жінок.
За переписом населення України 2001 року в селі мешкали 262 особи.

### Мова
Розподіл населення за рідною мовою за даними перепису 2001 року:
| Мова       | Відсоток |
| ---------- | -------- |
| українська | 89,73 %  |
| молдовська | 4,94 %   |
| російська  | 4,56 %   |
| білоруська | 0,38 %   |
| вірменська | 0,38 %   |